# 巴塔利亞 (葡萄牙)
39°39′N 8°48′W / 39.650°N 8.800°W

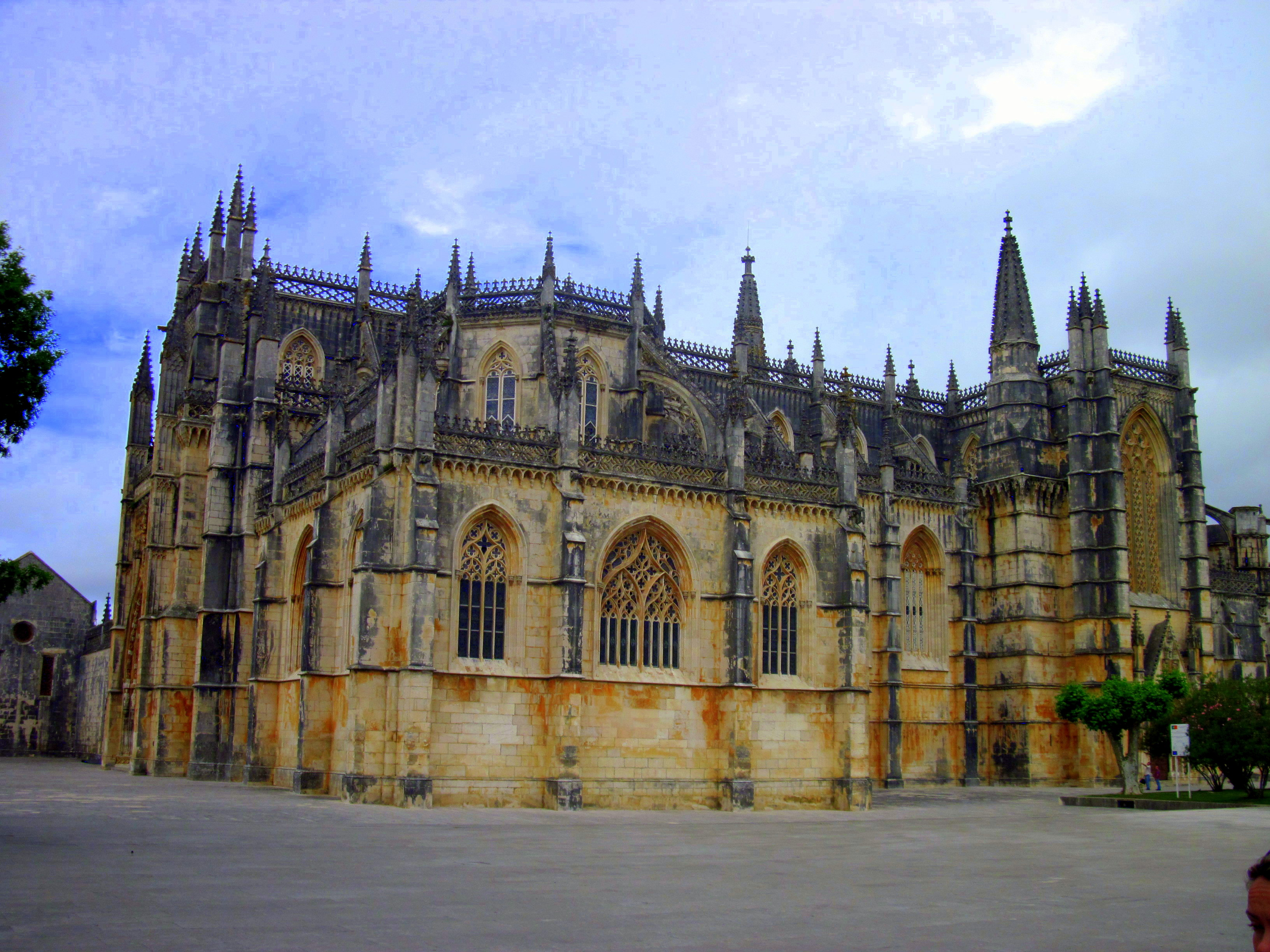

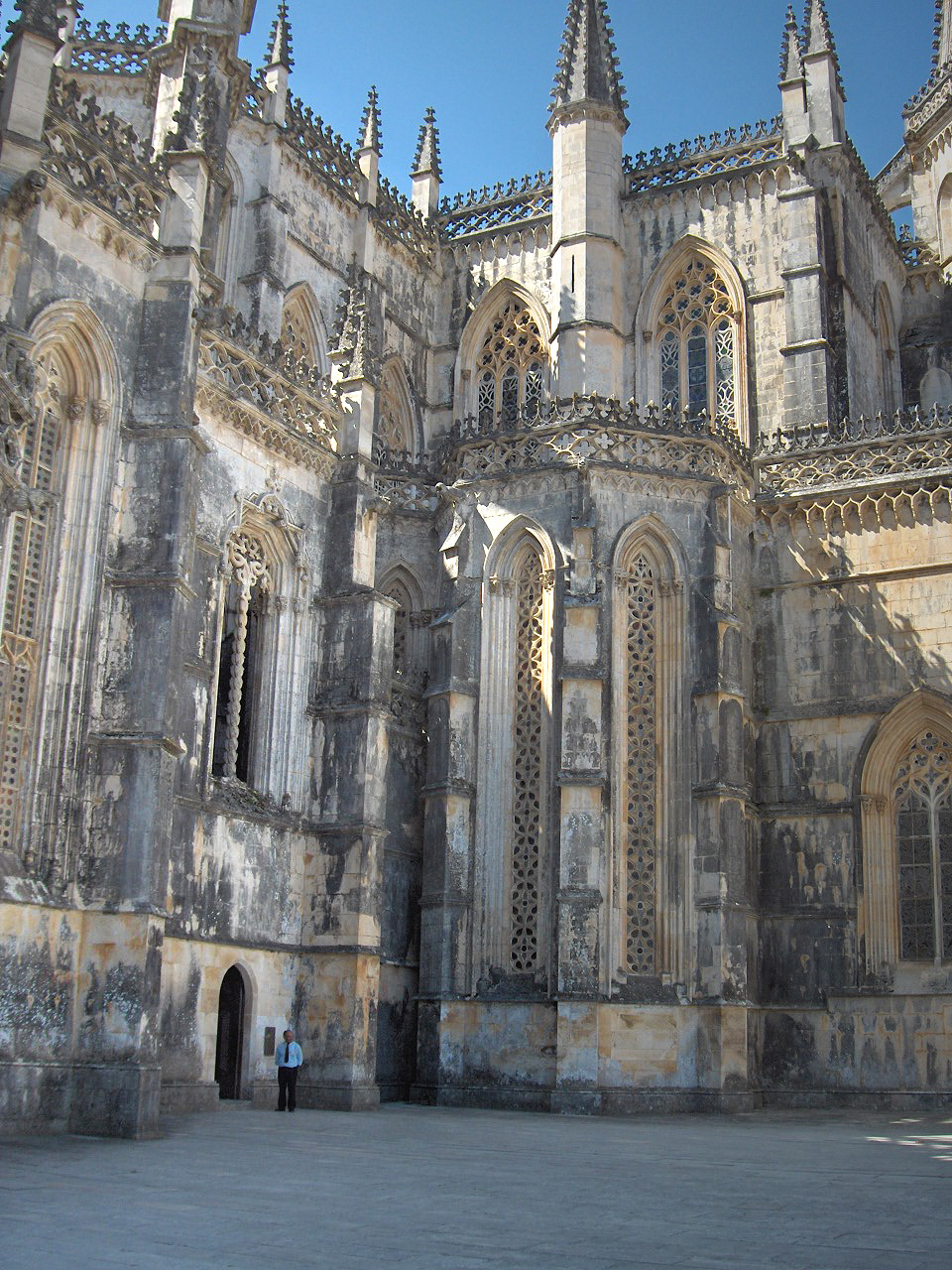

巴塔利亞（葡萄牙語：Batalha）是葡萄牙的城鎮，位於該國中部，由萊里亞區負責管轄，始建於1500年3月18日，面積103.42平方公里，2011年人口15,805，人口密度每平方公里152.82人。
巴塔利亚修道院是葡萄牙王室成员的安葬地。

## 友好城市
- 法國 茹安维尔勒蓬